# Eranina fuliginella
Eranina fuliginella là một loài bọ cánh cứng trong họ Cerambycidae.